# Sébastien Macé
Pour les articles homonymes, voir Macé.
Sébastien Macé, né le 23 novembre 1978 à Beaupréau, est un footballeur français qui évolue au poste de milieu de terrain, voire de second attaquant, de 1998 à 2006.

## Biographie

### Carrière de joueur
Né en Maine-et-Loire, Sébastien Macé commence le football à 5 ans, au May-sur-Èvre. Il est formé à la Jonelière (le centre de formation du Football Club Nantes Atlantique) qu'il intègre en 1993. Prometteur il est victime d'une double fracture tibia-péroné lors de la présaison 1997-1998 qui retarde sa progression. Il dispute finalement son premier match professionnel le 4 décembre 1998 contre Bastia, il a alors 20 ans. Il signe son premier contrat professionnel en avril 1999.
Champion de France avec Nantes en 2001, il ne joue que très peu avec l'équipe une (treize matchs en trois saisons, dont une apparition en Coupe d'Europe face à Bratislava alors que la qualification est acquise) et fait ses gammes avec l'équipe réserve qui évolue en CFA et avec laquelle il inscrit 17 buts lors de la saison 2000-2001. Il est alors prêté pour une saison au Toulouse FC relégué en National.
C'est à Toulouse qu'il réalise sa saison la plus complète (d'un point de vue statistique) avec 36 matchs et 14 buts, dont 34 matchs et 13 buts en championnat. Il est ainsi meilleur buteur du club, mais n'est pourtant pas conservé en fin de saison et retourne à Nantes où il a encore une année de contrat.
Il signe ensuite un contrat de trois ans à Laval en Ligue 2. En mauvais terme avec Denis Troch, il n'est pas renouvelé et participe au stage estival de l'UNFP en 2005. 
Il joue ensuite deux ans en CFA 2 dans les clubs amateurs de Carquefou lors de la saison 2005-2006 puis de l'EP Manosque de 2006 à 2011. 

### Reconversion
En 2021 dirige une agence de vente de matériaux de construction à Vitrolles.

## Carrière
| Saison                | Club                  | Championnat           | Championnat | Championnat | Coupe nationale | Coupe nationale | Coupe de la Ligue | Coupe de la Ligue | Compétition(s) continentale(s) | Compétition(s) continentale(s) | Compétition(s) continentale(s) | Total | Total |
| Saison                | Club                  | Division              | M.          | B.          | M.              | B.              | M.                | B.                | Comp.                          | M.                             | B.                             | M.    | B.    |
| 1998-1999             | FC Nantes             | Division 1            | 2           | 0           | 0               | 0               | 0                 | 0                 | -                              | -                              | -                              | 2     | 0     |
| 1999-2000             | FC Nantes             | Division 1            | 5           | 0           | 0               | 0               | 0                 | 0                 | C3                             | 1                              | 0                              | 6     | 0     |
| 2000-2001             | FC Nantes             | Division 1            | 2           | 0           | 2               | 0               | 1                 | 0                 | -                              | -                              | -                              | 5     | 0     |
| Sous-total            | Sous-total            | Sous-total            | 9           | 0           | 2               | 0               | 1                 | 0                 | -                              | 1                              | 0                              | 13    | 0     |
| 2001-2002             | Toulouse FC (prêt)    | National              | 34          | 13          | 1               | 1               | 1                 | 0                 | -                              | -                              | -                              | 36    | 14    |
| Sous-total            | Sous-total            | Sous-total            | 34          | 13          | 1               | 1               | 1                 | 0                 | -                              | -                              | -                              | 36    | 14    |
| 2002-2003             | Stade lavallois       | Ligue 2               | 22          | 0           | 1               | 0               | 0                 | 0                 | -                              | -                              | -                              | 23    | 0     |
| 2003-2004             | Stade lavallois       | Ligue 2               | 10          | 2           | 0               | 0               | 0                 | 0                 | -                              | -                              | -                              | 10    | 2     |
| 2004-2005             | Stade lavallois       | Ligue 2               | 13          | 2           | 1               | 0               | 1                 | 0                 | -                              | -                              | -                              | 15    | 2     |
| Sous-total            | Sous-total            | Sous-total            | 45          | 4           | 2               | 0               | 1                 | 0                 | -                              | -                              | -                              | 48    | 4     |
| Total sur la carrière | Total sur la carrière | Total sur la carrière | 88          | 17          | 5               | 1               | 3                 | 0                 | -                              | 1                              | 0                              | 97    | 18    |

## Palmarès
- Champion de France en 2001 avec le FC Nantes.

## Statistiques
- Premier match en première division : FC Nantes - SC Bastia (2-0) le 4 décembre 1998
- 9 matchs et 1 but en Division 1
- 45 matchs et 4 buts en Ligue 2
- 34 matchs et 13 buts en National
- 1 match en Coupe de l'UEFA